# Vědro (jednotka)
Vědro byla objemová jednotka pro tekutiny. České vědro piva mělo 56,6 litrů (40 mázů čili pint, 80 holb, 160 českých žejdlíků). České vědro vína mělo stejný objem, ale mělo 30 rakouských pint (120 rakouských žejdlíků).

## Velikost
Podle encyklopedie Co je co mělo : 
- české vědro čtyři soudky, tj. 61,117 litru
- moravské vědro pak činilo 56,59 litru.[2]
- ruské vědro mělo 8 štofů, to je 12,29894 litrů. Dělilo se na 10 kroužků (kružek) a 100 čárek. 40 věder tvořilo jednu bečku (bočka).

## Podobné jednotky
- vedro – stará bulharská, ruská a slovenská jednotka objemu
- okov – stará slovenská jednotka objemu